# Nan-sous-Thil
Nan-sous-Thil ist eine französische Gemeinde mit 169 Einwohnern (Stand 1. Januar 2022) im Département Côte-d’Or in der Region Bourgogne-Franche-Comté. Sie gehört zum Arrondissement Montbard und zum Kanton Semur-en-Auxois. 
Sie grenzt im Nordwesten an Précy-sous-Thil, im Norden an Roilly, im Nordosten an Brianny, im Osten an Marcigny-sous-Thil, im Südosten an Clamerey, im Süden an Fontangy und im Westen an Vic-sous-Thil. 

## Siehe auch

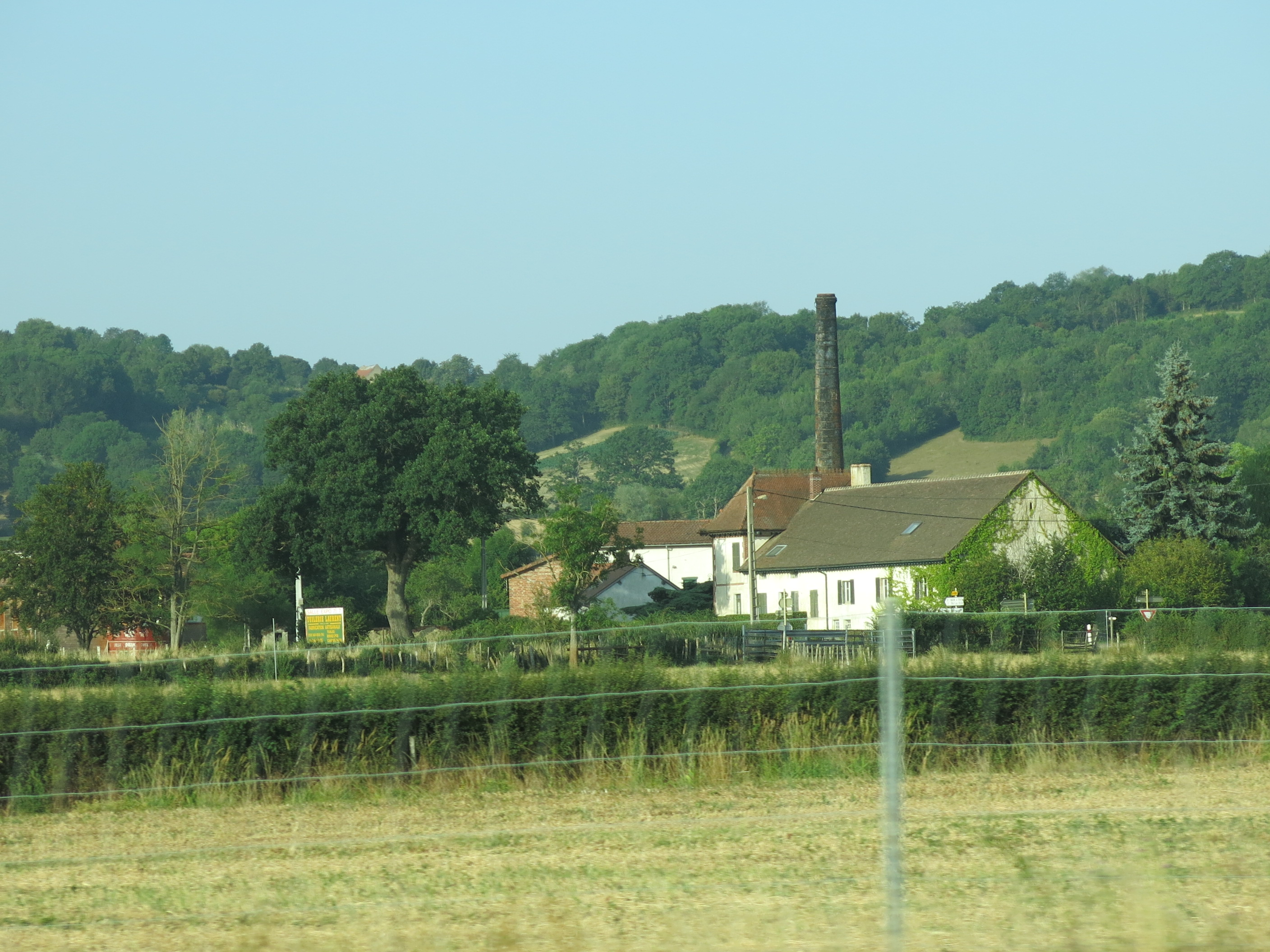
Ziegelei in Nan-sous-Thil

## Bevölkerungsentwicklung
| Jahr                       | 1962 | 1968 | 1975 | 1982 | 1990 | 1999 | 2008 | 2015 |
| -------------------------- | ---- | ---- | ---- | ---- | ---- | ---- | ---- | ---- |
| Einwohner                  | 233  | 249  | 174  | 185  | 164  | 175  | 179  | 190  |
| Quellen: Cassini und INSEE |      |      |      |      |      |      |      |      |